# 网纹棘茄鱼
網紋棘茄魚，為輻鰭魚綱鮟鱇目棘茄魚亞目棘茄魚科的其中一種，分布於中太平洋東部的夏威夷群島海域，屬底棲性魚類，棲息深度75-386公尺，體長可達10.2公分，棲息在沙泥底質水域，生活習性不明。

## 扩展阅读
維基物種上的相關：網紋棘茄魚